# Brittany Tiplady
Brittany Tiplady, née le 21 janvier 1991 à Richmond (Colombie-Britannique), est une actrice canadienne.

## Biographie
Brittany Tiplady est une actrice essentiellement connue pour avoir joué le rôle de Jordan Black, la fille du personnage principal de la série télévisée Millennium. Elle a remporté pour ce rôle le Young Artist Award du meilleur second rôle féminin dans une série télévisée en 1998.

## Filmographie

### Cinéma
- 2001 : The Pledge : Becky Fiske
- 2007 : Hot Rod : Maggie

### Télévision
- 1996-1999 : Millennium (série télévisée, 39 épisodes) : Jordan Black
- 1997 : Double Écho (Echo) (téléfilm) : Jennifer Jordan
- 1999 : X-Files : Aux frontières du réel (série télévisée, saison 7 épisode Millennium) : Jordan Black
- 2000 : La Montre à remonter le temps (For All Time) : Mary Brown
- 2001 : Les Nuits de l'étrange (Night Visions) (série télévisée, saison 1 épisode 14) : Janey Osgoode
- 2002 : Une question de courage (Door to Door) (téléfilm) : Katrina
- 2003 : Pacte de femmes (Double Bill) (téléfilm) : Molly Goodman
- 2006 : Le Messager des ténèbres (The Collector) (série télévisée, saison 3 épisode 5) : Brynn
- 2009 : D'une vie à l'autre (Living Out Loud) (téléfilm) : Nicole